# Canappeville
Canappeville település Franciaországban, Eure megyében. Lakosainak száma 704 fő (2022. január 1.). Canappeville Amfreville-sur-Iton, Bérengeville-la-Campagne, Feuguerolles, Hondouville, Houetteville, Le Mesnil-Jourdain, Quatremare, Villettes és Venon községekkel határos.

## Népesség
A település népességének változása:
| Lakosok száma | 367  | 393  | 555  | 601  | 659  | 666  | 678  | 699  | 699  | 704  |
|               | 1968 | 1982 | 1990 | 2006 | 2013 | 2015 | 2017 | 2019 | 2020 | 2022 |